# Horodîșce, Kovel
Horodîșce (în ucraineană Городище) este localitatea de reședință a comunei Horodîșce din raionul Kovel, regiunea Volînia, Ucraina.

## Demografie
Componența lingvistică a localității Horodîșce
     Ucraineană (99,05%)
     Alte limbi (0,96%)
Conform recensământului din 2001, majoritatea populației localității Horodîșce era vorbitoare de ucraineană (99,05%), existând în minoritate și vorbitori de alte limbi.